# Хислоп, Томас
Сэр Томас Хислоп (англ. Thomas Hislop; 5 июля 1764, Лондон — 3 мая 1843, там же) — генерал-лейтенант Британской армии, участник колониальных войн конца XVIII — начала XIX века.

## Биография
Томас Хислоп был третьим сыном подполковника Королевской Артиллерии Уильяма Хислопа. Как и оба его старших брата, он пошёл по стопам отца, выбрав военную карьеру. После обучения в Королевской военной академии в Вулидже он в 1778 году стал прапорщиком в 39-м пехотном полку.
Впервые Томас Хислоп принял участие в боевых действиях в годы войны американских колоний за независимость, когда его полк нёс гарнизонную службу во время большой осады Гибралтара. В 1783 году, в конце войны, Хислоп стал лейтенантом, а в 1785 году — капитаном; в течение месяца он прослужил в 100-м пехотном полку, а затем вернулся в 39-й. В 1792 году он покинул свой полк, так как стал адъютантом генерала Дэвида Дандэса, с которым участвовал во вторжении на Корсику во время войны первой коалиции. После взятия Сен-Флорана он был отослан в Британию, произведён в майоры и назначен адъютантом к Джеффри Амхерсту.
В 1795 году Хислоп по поручению принца Уэльского выполнил секретное дипломатическое поручение в Германии, после чего был произведён в подполковники 115-го пехотного полка; шесть месяцев спустя он вернулся в 39-й полк. В 1796 году полк был послан в Вест-Индию, и Хислоп принял участие в захвате голландских колоний Демерара, Бербис и Эссекибо, где остался в качестве командующего организованного на месте Вест-Индского полка. 
После Амьенского мира 1802 года Хислоп стал губернатором Тринидада.
В 1809—1810 годах Хислоп принял участие во вторжении на французские Наветренные острова под командованием генерал-лейтенанта Джорджа Беквита, командуя на завершающих стадиях операции дивизией. Будучи произведённым в генерал-майоры, он в 1811 году вернулся в Британию по причине плохого здоровья.
В 1812 году Хислоп был произведён в генерал-лейтенанты и назначен главнокомандующим в Бомбее, но фрегат «Ява», на котором он плыл к месту новой службы, был 29 декабря 1812 года перехвачен американским фрегатом «Конститьюшн». Хислоп стал пленником, был отпущен в бразильском Салвадоре, откуда вернулся в Британию. В Индию он прибыл только в 1814 году, расположившись в Мадрасе. В том же году он за успехи по службе стал баронетом и рыцарем-командором ордена Бани. 
В 1817 году разразилась третья англо-маратхская война, в которой Хислоп командовал одной из основных британских группировок. 21 декабря 1817 года он разбил Малхар Рао Холкара в битве при Махидпуре, после чего принял капитуляцию пограничных маратхских фортов. Отказавшийся сдаться форт Талнар был осаждён Хислопом, после взятия форта все его 300 защитников были вырезаны. По окончании войны армейская группировка, которой командовал Хислоп, была расформирована, а он сам за одержанные победы стал Рыцарем Большого креста ордена Бани.
По распоряжению генерал-губернатора Индии Фрэнсиса Роудон-Гастингса было проведено расследование действий Хислопа в Талнаре, в результате чего он был персонально исключён из поданного в Палату Общин списка для вынесения благодарности. Его имя также оказалось замешанным в скандале, связанном с распределением захваченных у маратхов сокровищ. Несмотря на то, что его взял под политическую защиту герцог Веллингтон, Хислоп был в 1820 году отстранён от службы. Тем не менее он остался в Индии, и в 1822 году женился в Мадрасе на Эмме Эллиотт. Впоследствии он был почётным полковником 51-го и 48-го пехотного полков, а по возвращении в Британию несколько лет служил шталмейстером у герцога Кембриджского.